# Julian Beever
Julian Beever (Cheltenham, 12 ottobre 1958) è un artista britannico.

## Biografia
Julian Beever è nato a Cheltenham nel 1958, ma è cresciuto a Melton Mowbray, dove la famiglia si trasferì quando lui aveva due anni. Ha frequentato le scuole statali e poi ha studiato Arte all'Università metropolitana di Leeds dal 1979 al 1983. Ha fatto molti lavori nella sua vita, tra cui assistente alla fotografia, giardiniere, installatore di moquette, insegnante di arte e inglese e artista di strada. Quest'ultima occupazione è servita a Beever per finanziare i suoi numerosi viaggi negli Stati Uniti, in Australia e in Europa.
I suoi primi dipinti pavimentali rappresentavano persone famose e questo gli garantiva l'attenzione immediata dei passanti. Beever ha cominciato ad occuparsi delle illusioni pavimentali anamorfiche nella prima parte degli anni '90 e dalla metà degli anni 2000 ha iniziato ad accettare incarichi commerciali che gli hanno permesso di esportare le sue opere in 28 paesi. Nel 2001 ha pubblicato un libro, intitolato Pavement Chalk Artist, dove illustra le sue opere principali.
Beever crea disegni trompe-l'œil con il gesso su pavimenti e marciapiedi dalla metà degli anni '90. Le sue opere vengono create utilizzando una proiezione chiamata anamorfosi per creare l'illusione tridimensionale quando viene visto da una determinata angolazione. Soprannominato Pavement Picasso, in Italia potrebbe essere definito un madonnaro, anche se risulta veramente difficile accostarlo all'arte dei madonnari tradizionali. Oltre a queste opere, Beever, esegue pitture murali con vernici acriliche e riproduzioni di opere famose. Lavora come freelance e crea murales a richiesta. Ha lavorato nel Regno Unito, Belgio, Francia, Paesi Bassi, Germania, Austria, Danimarca, Spagna, Stati Uniti, Australia, Brasile, Argentina e Uruguay.